# Trækfugle ved Saltbæk Vig
|  | Denne artikel er oprettet af botten PalnaBot ud fra en ekstern database. Den kan derfor have sproglige fejl eller mangler. Denne skabelon kan fjernes efter kontrol af indholdet. |

Trækfugle ved Saltbæk Vig er en film med ukendt instruktør.

## Handling
Saltbæk Vig ved Kalundborg. Viber, bekkasiner, mudderklirer, tinksmede, rødben, hvidklirer og sortklirer, klyder, havterne, fjordterne, dværgterne, hættemåger, blishøns, sorthalset lappedykker, gravænder og skeænder, pibeænder og krikænder, sangsvaner.